# Фарфоровая дорога

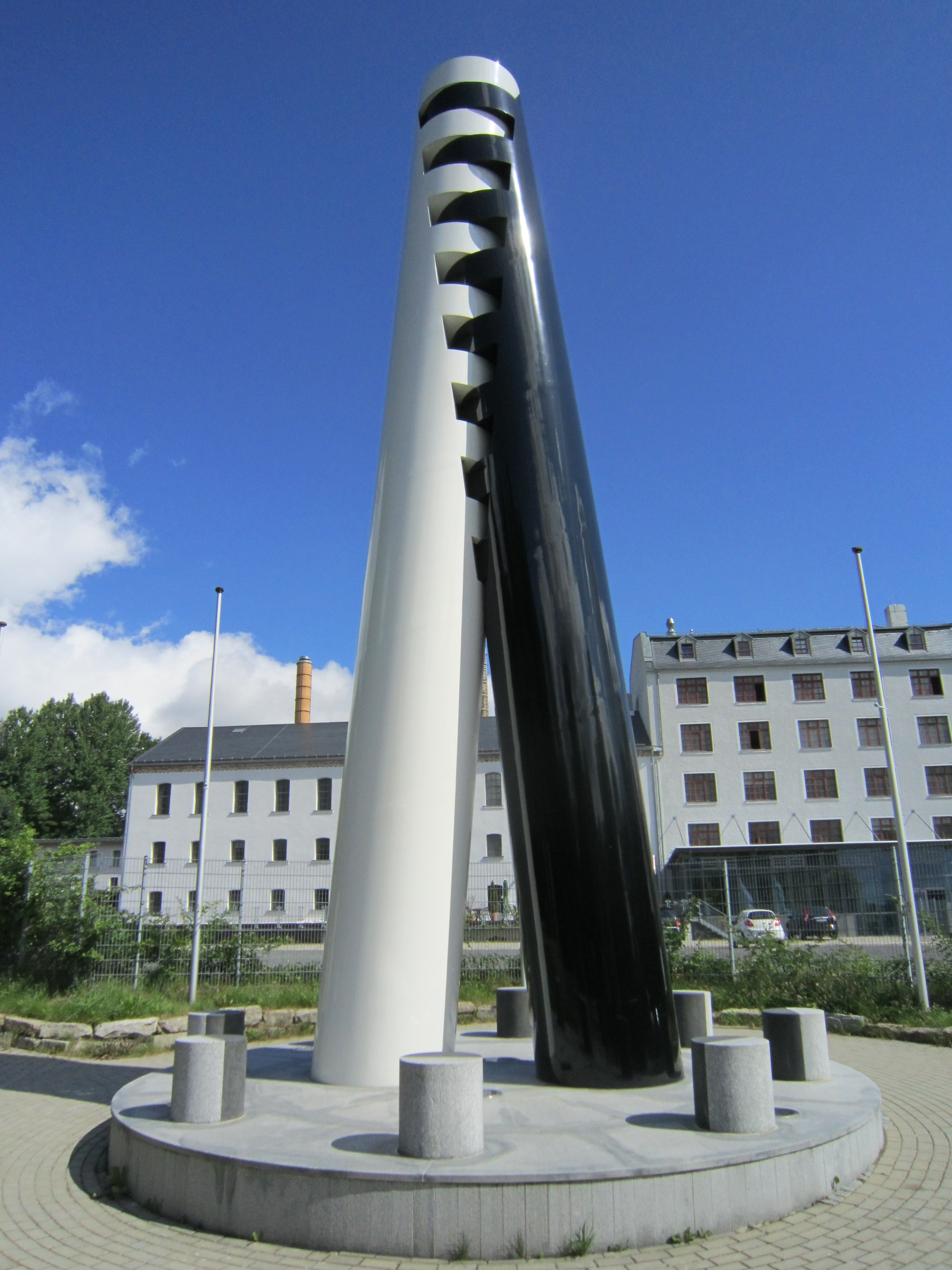
Музей фарфора «Порцелланикон» в Зельбе

Фарфоровая дорога (Порцелла́нштрассе, нем. Porzellanstraße) — туристический маршрут в Баварии, действующий с 2003 года. Фарфоровая дорога проходит по известным своим производством фарфора и керамики населённым пунктам в горах Фихтельгебирге на границе с Чехией. Наиболее известные пункты дороги — Зельб, Марктредвиц, Вальдзассен, Арцберг и Хоэнберг-ан-дер-Эгер. На фарфоровом туристическом маршруте в Зельбе находится музей фарфора «Порцелланикон».